# デ・ジ・キャラット でじこミュニケーション
『デ・ジ・キャラット でじこミュニケーション』は、2002年10月25日にブロッコリーから発売されたゲームボーイアドバンス用ゲームソフト。

## ゲーム内容
プレイヤーは『ゲーマーズ』の新しい店長となり、1年間店を経営しつつ、店で売る商品やでじこたちの仕事を決めていく。また週末には、でじこたちとコミュニケーションをとることができる。

## パートの種類

### シミュレーションパート
最初にでじこ、ぷちこ、うさだの3人からアシスタントキャラを選ぶ。各キャラクターには能力を持っており、効果は異なる。各キャラクターの能力は以下のとおり。
| キャラクター名 | 能力の名前       | 使用効果                                                       |
| -------------- | ---------------- | -------------------------------------------------------------- |
| でじこ         | ビームでおそうじ | この能力を使用している間はきれいさが減少しない。               |
| ぷちこ         | 安値仕入れ       | この能力を使用した週の頭に商品を5%引きで仕入れることができる。 |
| うさだ         | 人気集め         | この能力を使用した週の間は商品が売れやすくなる。               |

次に営業を開始する前に販売する商品の仕入れやでじこたちの仕事を決めていく。ピンズやペンケースなどの商品を仕入れていく。仕事にはレジ、接客、グッズ整理、掃除の4つで、そのうちの3つを決める。後は店を経営し、いかに評判を上げていくかがカギとなる。

### コミュニケーションパート
週末にはでじこたちとコミュニケーションを取ることができる。キーワード機能があり、これを入力することで3人がそのキーワードを使って会話をする。不要になったキーワードを消去したい場合はBボタンを押して、消去したいキーワードを選択する。

## スペシャルデータ
2002年10月27日に横浜アリーナで開催された「Broccoli The Live デ・ジ・キャラット&エンジェル隊コンサート in 横浜アリーナ」において、スペシャルデータが配布された。